# 浅灰香乳菇
浅灰香乳菇（學名：Lactarius glyciosmus），俗稱椰香乳蓋（coconut scented milk cap），是一種擔子菌門真菌，隸屬於乳菇屬。這種真菌是一種外生菌根蘑菇，並且廣泛地分佈於世界各地，包括亞洲、北美洲、歐洲和大洋洲。這種真菌呈灰紫色或淡淺黃色，且有著類似椰子的氣味。

## 分類
浅灰香乳菇最早是由瑞典真菌學家伊利阿斯·马格努斯·弗里斯於1818年描述的，其學名為浅灰香傘菌（Agaricus glyciosmus）。於1838年，弗里斯決定將其學名改為現名。其學名中的源自古希臘文和，兩者的意思分別是「糖」和「氣味」，指的是其類似椰子的氣味。

## 描述

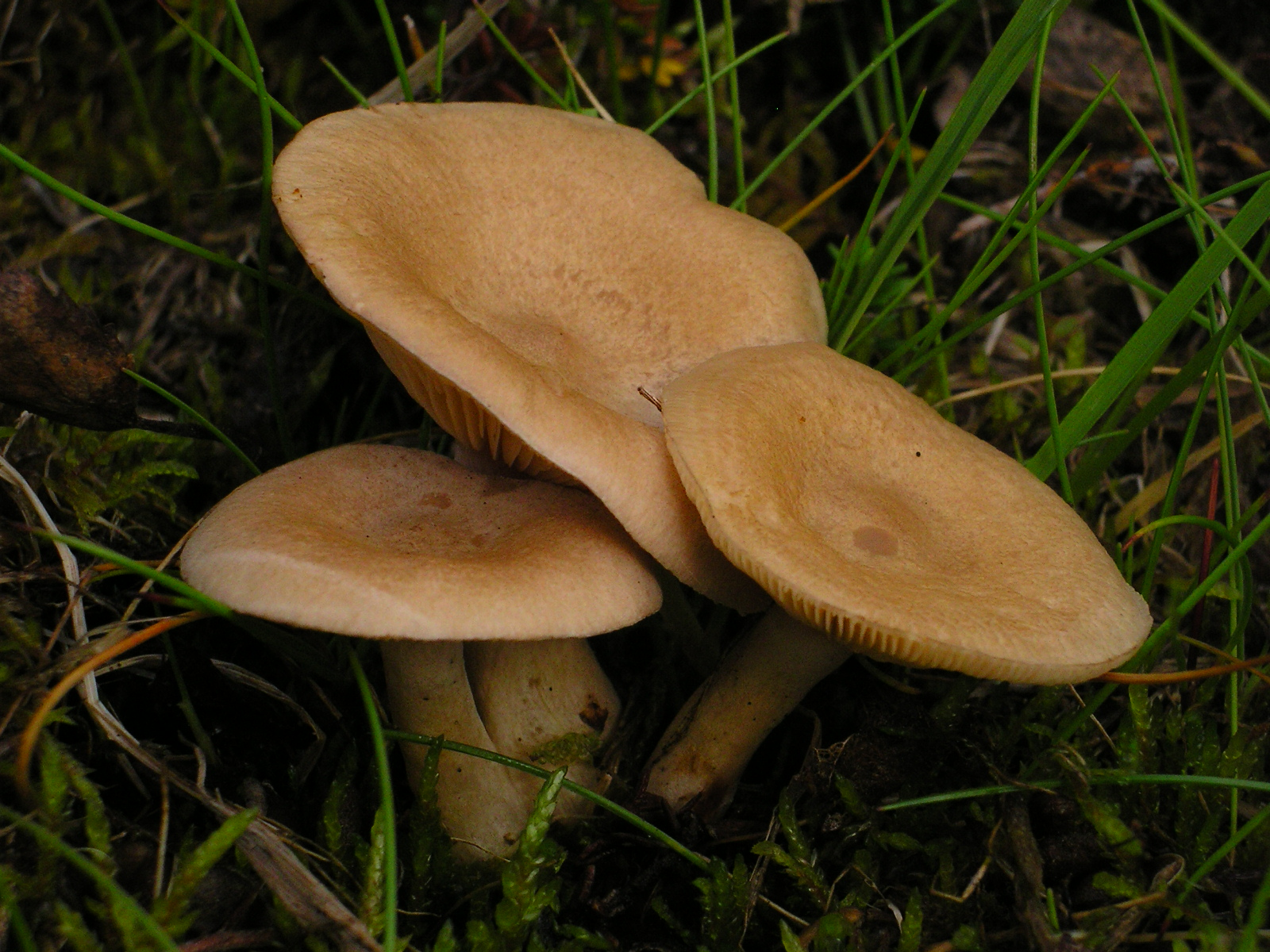
浅灰香乳菇

浅灰香乳菇是一種體形細小至適中的蘑菇。其菌蓋直徑約為2–5.5厘米，呈灰紫色或淡淺黃色。呈凸面狀，但隨著年齡增加會變成扁平狀或漏斗狀，且有時候中央會稍微隆起。菌蓋較薄，且年輕時其邊緣會向內彎曲。其菌柄高2.5–6.5厘米，厚0.4–1.2厘米，呈圓柱體狀或錐體狀，顏色與菌蓋相若，且但有時候會較為蒼白或略帶黃色的色調。菌柄較為柔軟及易被折斷，且有時候是空心的。其菌褶之間的間距不大，呈淡黃色至淡肉色，但隨著年齡增加會變成灰紫色。其子實層是自基部沿蕈柄向下生長的。其菌肉呈淺黃色，並有著近似椰子的氣味。其孢子印呈乳白色。其擔孢子的大小為7–8.5 x 5.5–6.5微米。

### 類似物種
凋萎状乳菇與浅灰香乳菇相似，只是其乳蓋呈灰色，而浅灰香乳菇的乳蓋則呈白色。椰香乳菇（Lactarius cocosiolens）亦與浅灰香乳菇相似，只是前者有著具粘液的棕色或橙色菌蓋，且不會在樺樹下生長。

## 分佈及生境
浅灰香乳菇廣泛地分佈於世界各地，並以外生菌根的方式依附著闊葉樹生長，尤以樺樹為最。這種真菌主要在夏末和秋季期間出現，並以單獨或散居的形式生長。這種真菌主要在北美洲、歐洲、新西蘭、斯瓦爾巴群島、日本和中國。

## 可食性
浅灰香乳菇並沒有毒，因此是可供食用的。但是，部份真菌學家卻因其體形細小及無味道而不建議食用，甚至認為是不可供食用的。儘管如此，不少地方的人仍然會進食這種真菌，包括中國雲南。